# Листвяга
Листвя́га (каз. Қызылқарағай жотасы) — горный хребет на юго-западе Алтая, на водоразделе рек бассейна Бухтармы и Катуни. Расположен на территории Восточно-Казахстанской области Казахстана.
Протяжённость хребта составляет около 120 км. Высшая точка — гора Быструхинский Шпиль (2577 м). В восточной части хребет имеет характер сильно расчленённого плоскогорья. Сложен песчаниками и эффузивными породами. Склоны покрыты берёзово-осиновыми и лиственничными лесами. На высотах более 2000 м преобладают субальпийские и альпийские луга.